# Santa Ana (Extremadura)
Santa Ana egy község Spanyolországban, Cáceres tartományban. Santa Ana Robledillo de Trujillo, Salvatierra de Santiago, Ruanes, Trujillo, La Cumbre és Ibahernando községekkel határos. Lakosainak száma 307 fő (2024).

## Népesség
A település népessége az elmúlt években az alábbi módon változott:
| Lakosok száma | 357  | 335  | 323  | 299  | 294  | 275  | 265  | 262  | 273  | 307  |
|               | 2001 | 2004 | 2006 | 2009 | 2011 | 2014 | 2016 | 2019 | 2021 | 2024 |